# 小田切光猶
小田切 光猶（おだぎり みつなお）は、戦国時代から江戸時代初期にかけての武士。甲斐武田氏、徳川氏家臣。

## 経歴
武田家没落後、天正14年（1586年）16歳の時、徳川家康に拝謁し、御傍に近侍する。慶長2年（1597年）9月、武蔵国橘樹郡獅子谷村にて采地150石余りを知行。のち家康が大御所となり駿府に隠居した際、従った。